# RANMAR
RANMAR jest algorytmem opisanym przez Marsaglię i Zamana w 1987 roku.
Operację {\displaystyle x\bullet y} definiujemy następująco: {\displaystyle x\bullet y} = {if x>= y then x-y else x-y+1}.Operacja zdefiniowana jest na liczbach rzeczywistych z przedziału [0,1) każda z 24-bitową częścią ułamkową. Jest ona używana do produkcji opóźnionej sekwencji Fibonacciego oznaczonej przez F(r,s,{\displaystyle \bullet }). Jest to sekwencja x1,x2,x3,...liczb rzeczywistych, zdefiniowanych przez xn = xn-r {\displaystyle \bullet } xn-s.
W algorytmie wybrano r=97,s=33. Algorytm ten samodzielnie nie przechodzi testu Birthday-Spacings, generatory opóźnionego Fibonacciego nie przechodzą tego testu chyba że opóźnienie r jest większe niż 500, lub powiedzmy binarna operacja {\displaystyle \bullet } jest operacją mnożenia nieparzystych liczb całkowitych modulo 2k.
Aby generator mógł przejść wszystkie testy, łączymy go z drugim generatorem:
cn = cn-1 {\displaystyle \circ } (7654321 / 16777216)
gdzie {\displaystyle c\circ d} = {if c>=d then c-d, else c-d+16777213 / 16777216 }
a 16777213 = 224-3 - liczba pierwsza. Inicjujemy c0 = 362436 / 16777216

## RMARIN
Należy teraz zainicjować tablicę 97 początkowych liczb. Będą wygenerowane algorytmem o nazwie RMARIN. Ponieważ będą generowane raz na początku, nie musimy się zbytnio troszczyć o szybkość generatora.
Mamy dwa ciągi: 
pierwszy y1,y2,y3,y4,...gdzie yn = yn-3*yn-2*yn-1 mod 179
drugi z1,z2,z3,z4,...gdzie zn = 53*zn-1 + 1 mod 169
Następnie bierzemy iloczyn elementów yn i zn, a następnie szósty bit licząc od najmłodszego: bi = {if ynzn mod 64 <32 then 0 else 1}.
Ponieważ zostały wybrane małe liczby modulo jak 179 i 169, mamy pewność, że dokładność mnożenia będzie wystarczająca.

## Przykład RMARIN
Pierwszy ciąg inicjujemy liczbami 12, 34 i 56 drugi liczbą 78.
y1= (y{-2}*y{-1}*y0) mod 179 =(12*34*56) mod 179 = 22848 mod 179 =115
z1 = (53*z0+1) mod 169 = (53*78+1) mod 169 = 4135 mod 169 = 79
y1*z1 = 9085
binarnie 9085 = 0010 0011 0111 1101‬
szósty bit licząc od najmłodszego to 1
y2 = (34*56*115) mod 179 = 218960 mod 179  = 43
z2 = (53*79+1) mod 169 = 4188  mod 169 = 132
y2*z2 = 5676 = ‭0001 0110 0010 1100‬
szósty bit licząc od najmłodszego to 1
y3 = (56*115*43) mod 179 = 7525 = 7
z3 = (53*132+1) mod 169 = 6997mod 169 = 68
y3*z3 = 476 = ‭0001 1101 1100‬
szósty bit licząc od najmłodszego to 0
Kolejne bity: 110..
aż w końcu powstanie liczba 13697435 = binarnie  ‭1101 0001 0000 0001 1001 1011‬
Liczby kolejno :
u1=  13697435
u2=   3833429
u3=  12353926
u4=   2287754
Oczywiście przesunięte o 24 bity tworząc liczby zmiennoprzecinkowe z przedziału [0,1)

## Przykład RANMAR
Z pierwszego ciągu:
u97(14606645) - u33(3168599) = 11438046
u96(16298670) - u32(15057436) = 1241234
u95(15616920) - u31(6626452) = 8990468
u94(3474722) - u30(9897761) = 10354177
u93(1183983) - u29(13996856) = 3964343
Z drugiego ciągu: 
9485328
1831007
10953899
3299578
12422470
Łącząc je: 
11438046-9485328 = 1952718
1241234-1831007+40962 = 16187443
8990468-10953899+40962 = 14813785
10354177-3299578  = 7054599
3964343-12422470+40962 = 8319089
- A Review of Pseudorandom Number Generators
- Program w C